# Согиницы
Со́гиницы (карел. Sagil) — деревня в Важинском городском поселении Подпорожского района Ленинградской области.

## История
Упоминается в 1563 году как деревня Согиничи в Воскресенской Важинской волости Важинского погоста.

ПОГОСТСКОЕ (ПОГОСТСКИЙ БЕРЕГ) — село при реке Важинке, число дворов — 13, число жителей: 27 м. п., 18 ж. п.; Чудь и русские. Церквей православных две. (1879 год)

Сборник Центрального статистического комитета описывал его так:

ПОГОССКОЕ (СОГИНСКИЙ ПОГОСТ) — село бывшее государственное при реке Важинке, дворов — 9, жителей — 53; Две церкви православные. (1885 год)

Деревня административно относилась к Важинской волости 2-го стана Олонецкого уезда Олонецкой губернии.

ПОГОСКАЯ — деревня Согинского сельского общества при реке Важинке, население крестьянское: домов — 8, семей — 13, мужчин — 38, женщин — 30, всего — 68; население некрестьянское: домов — 1, семей — 2, мужчин — 5, женщин — 4, всего — 9; лошадей — 15, коров — 23, прочего — 29. Школа. (1905 год)

Согласно карте Ленинградской области Северо-западного аэрогеодезического треста ГГУ издания 1932 года деревня насчитывала 13 крестьянских дворов. В деревне находилась часовня.
По данным 1933 года деревня называлась Погост и являлясь административным центром Согинского сельсовета Подпорожского района, в который входили 14 населённых пунктов: село Гришино, деревни Антонова Гора, Заозерье, Игнатова Гора, Калеева Гора, Каменный Наволок, Карягино, Кокино, Королёва Гора, Погост, Прошинская, Рогачёво, Сюрьга, Трошинская, общей численностью населения 1147 человек.
По данным 1936 года в состав Согинского сельсовета с центром в деревне Погост входили 13 населённых пунктов, 198 хозяйств и 5 колхозов.
- Деревня Согинский Погост на карте РККА 1940 года

Согласно областным административным данным деревня называлась также Согинский Погост.
По данным 1966 года деревня Погост входила в состав Важинского сельсовета.
По данным 1973 и 1990 годов деревня Согиницы входила в состав Курповского сельсовета.
В 1997 году в деревне Согиницы Курповской волости проживали 26 человек, в 2002 году — 11 человек (русские — 82 %).
В 2007 году в деревне Согиницы Важинского ГП проживали 13 человек.

## География
Деревня расположена в северо-западной части района на автодороге 41К-747 (подъезд к деревне Гришино), к северу от автодороги 41К-149 (Подпорожье — Курпово).
Расстояние до административного центра поселения — 17 км.
Расстояние до ближайшей железнодорожной станции Свирь — 16 км.
Деревня находится на левом берегу реки Важинки.

## Демография
| 2007 | 2010 | 2017 |
| ---- | ---- | ---- |
| 13   | ↘3   | ↗27  |

### Национальный состав
Согласно данным Всероссийской переписи населения 2021 года в деревне проживали 10 человек, из них:
 русские — 9, один человек национальность не указал.

## Достопримечательности и памятники
- памятник архитектуры (федеральный)[22] — церковь Святого Николая Чудотворца 1696 года постройки, единственный уцелевший образец шатрового храма прионежской школы. Последние незначительные реставрационные работы проводились в 1972—1973 годах. В январе 2020 года были начаты работы по масштабной реставрации церкви, целью которой является сохранение и восстановление памятника культурного наследия[23][24].
- Церковь Святого Ильи Пророка 1864 года постройки, зимняя, деревянная, действующая[25][26]
- Часовня иконы Божией Матери «Неупиваемая Чаша», 2021 года постройки, деревянная, действующая[27].
- Памятник на месте гибели партизанки Марии Куккоевой 1 ноября 1943 года.

- Никольская церковь. 2014 год
- Церковь Илии Пророка. 2017 год
- Памятник партизанке Марие Куккоевой. 2016 год

## Фото
- Вид на деревню Согиницы. 2013 год
- Панорама деревни. 2016 год
- Согиницкий погост. 2024 год

## Улицы
Ильинская, Никольская, Прибрежная.